# Friedrich Heinrich von der Hagen

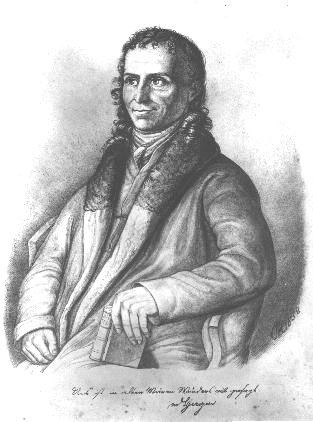
Friedrich Heinrich von der Hagen

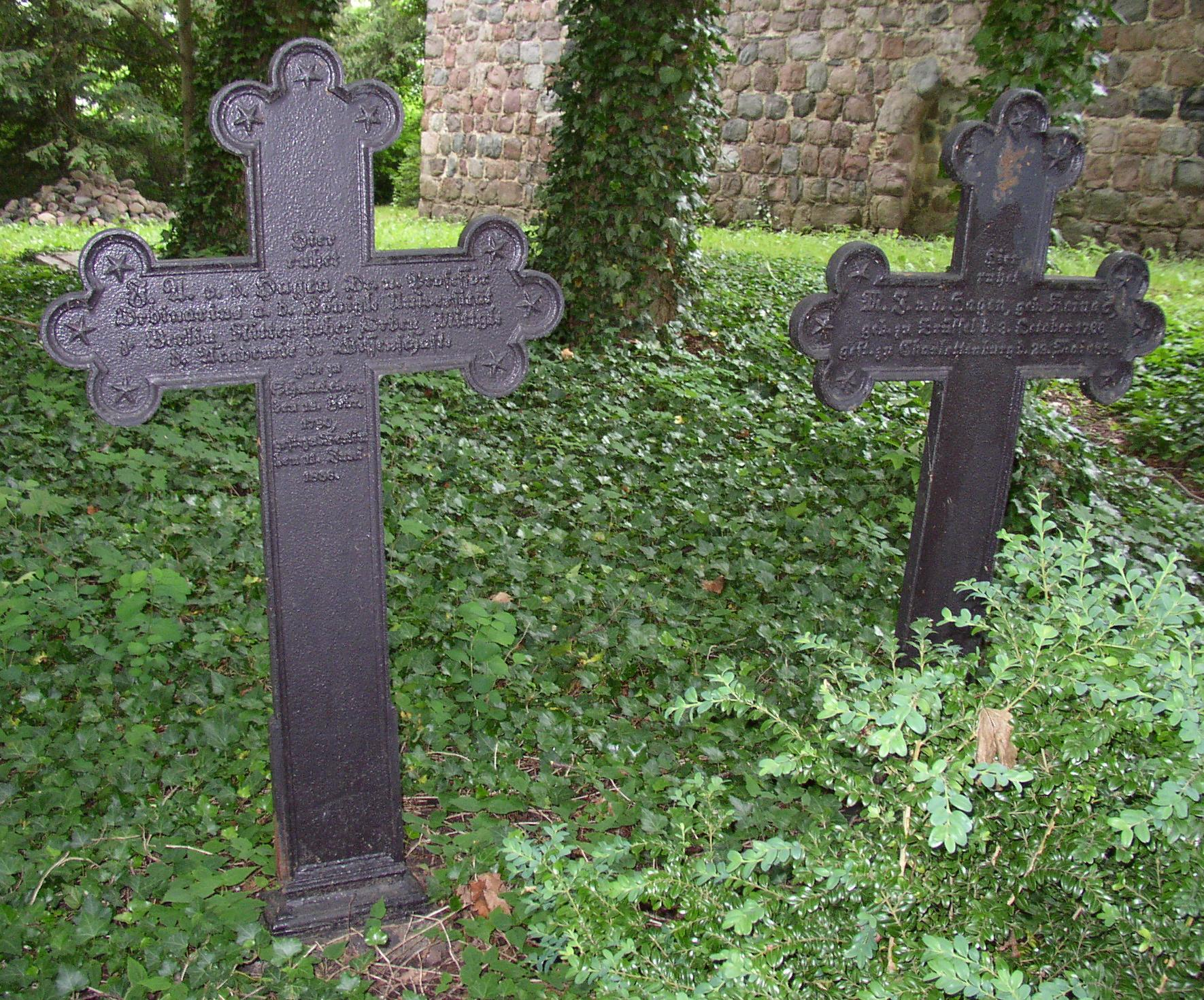
Grab Hagens und seiner Frau Marie Josephine geb. Reynack an der Dorfkirche in Angermünde-Schmiedeberg

Friedrich Heinrich von der Hagen (* 19. Februar 1780 in Angermünde-Schmiedeberg in der Uckermark; † 11. Juni 1856 in Berlin) war ein deutscher Germanist.

## Herkunft
Friedrich von der Hagens Eltern waren der Gutsbesitzer auf Schmiedeberg Leopold von der Hagen (1747–1814) und die Magd aus Schmiedeberg Dorothea Elisabeth Bischof (1749–1842), seine Großeltern Leopold von der Hagen auf Schmiedeberg und Ketzür und Sophie Friederike von Greiffenberg.

## Leben
Friedrich Heinrich von der Hagen zählt zu den ersten Vertretern der akademischen Germanistik und war einer der ersten Professoren dieses Faches. Seine Arbeiten verloren im Zuge des ‚Wissenschaftskrieges‘ mit den Brüdern Grimm und aufgrund der Konkurrenz mit Karl Lachmann lange an Einfluss. Heute wird dieser wieder anerkannt.
Hagen wurde 1810 erster außerordentlicher Professor für altdeutsche Literatur in Berlin, im Jahr 1818 ordentlicher Professor in Breslau. 1824 kehrte er als Ordinarius an die Berliner Universität zurück. 1841 wurde er zum Mitglied der Berliner Akademie der Wissenschaften ernannt. Seit 1851 war er auswärtiges Mitglied der Bayerischen Akademie der Wissenschaften.
Er ist durch seine Textausgaben mittelhochdeutscher und persisch-arabischer Dichtungen bekannt geworden. Dazu gehörten 1807 die erste Übersetzung des Nibelungenliedes ins Neuhochdeutsche und 1810 dessen Herausgabe in modernisiertem Mittelhochdeutsch sowie die Herausgabe von Tausendundeiner Nacht. Seine umfassende Ausgabe mittelhochdeutscher Lyrik bietet in Einzelfällen bis heute die einzige Edition einzelner Dichter. Hagen pflegte wissenschaftliche Kontakte mit Ludwig Tieck, den Brüdern Grimm, Achim von Arnim, Clemens Brentano und Johann Wolfgang von Goethe.
Karl Gutzkow wurde von von der Hagen in seiner Arbeit beeinflusst und schrieb darüber in seinen autobiografischen Schriften:

„Ich hörte bei Friedrich Heinrich von der Hagen ‚Nordische Mythologie‘ und ‚Tristan und Isolde‘. Für diesen gebräunten, schwarzhaarigen, mehr einem Romanisten als Germanisten ähnlichen Forscher hatte ich eine besondere Vorliebe. Seine Erscheinung war poetisch. Die Farbe seines Antlitzes war fast zigeunerhaft, die Haare hingen ihm lang über die Schulter, das braune Auge war von einem lebhaften Feuer. Ich hatte die Nibelungen zuerst aus seiner Uebertragung kennen lernen und wußte, daß er für die Minnesänger eine große Ausgabe vorbereitete und daß sein Schriftstellern mit einer Welt, in welche auch ich immer mehr hinein gerieth, mit der Romantik eines Clemens Brentano, Tieck, Arnim, auf’s engste zusammenhing.“

Hagen war Herausgeber der Germania, des Jahrbuchs der Berlinischen Gesellschaft für Deutsche Sprache und Alterthumskunde.
Er heiratete Maria Reynack (1776–1858) aus Brüssel. Die Ehe blieb kinderlos.

## Schriften
- Der Nibelungen Lied, Berlin 1807. urn:nbn:de:bvb:12-bsb10115563-7
- Buch der Liebe. Hrsg.: Johann Gustav Büsching und Friedrich Heinrich von der Hagen, Band 1. Berlin 1809. Digitalisat Band 1. hathitrust.org
- Der Nibelungen Lied in der Ursprache mit den Lesarten der verschiedenen Handschriften. Berlin 1810. urn:nbn:de:bvb:12-bsb10925057-1
- Der Helden Buch in der Ursprache, herausgegeben von Friedrich Heinrich von der Hagen und Alois Primisser:
  - Erster Theil, Berlin 1820. (Gudrun. Aus der Wiener Handschrift [S. 1–88]. Biterolf und Dietlieb [S. 1–137]. Der große Rosengarten. Aus der Heidelberger und Straßburger Handschrift  [S. 1–30]. Das Heldenbuch Kaspars von der Roen: Ortnit [S. 1–26]. Wolfdietrich [S. 26–54]). – Erster Theil; urn:nbn:de:bvb:12-bsb11216719-2
  - Zweiter Theil, Berlin 1825. (Das Heldenbuch Kaspers von der Rön: Etzels Hofhaltung [S. 55–73]. Ecken Ausfahrt [S. 74–116]. Riese Siegenot [S. 117–142]. Dietrich und seine Gesellen [S. 143–159]. Zwerg Laurin [S. 160–187]. Der Rosengarten zu Worms [S. 188–218]. Das Hildebrands-Lied [S. 219–221]. Das Meerwunder [S. 222–226]. Herzog Ernst [S. 227–233]. (Bruchstücke vom Hildebrands-Liede [S. 234]). Hörnen Siegfried aus dem ältesten Drucke [S. 3–13]. Dietrichs Ahnen und Flucht zu den Heunen. Aus der Heidelberger und Wiener Handschrift [S. 3–104]. Die Ravenna-Schlacht. Aus der Heidelberger und Wiener Handschrift [S. 1–72]). – Zweiter Theil; urn:nbn:de:bvb:12-bsb11216720-5
- Altnordische Sagen und Lieder welche zum Fabelkreis des Heldenbuchs und der Nibelungen gehören, Breslau 1813. (kvk.bibliothek.kit.edu)
- Die Edda-Lieder von den Nibelungen zum erstenmal verdeutscht und erklärt, Breslau 1814. (kvk.bibliothek.kit.edu)
- Der Nibelungen Lied, zum erstenmal in der ältesten Gestalt aus der St. Galler Handschrift mit Vergleichung der übrigen Handschriften. Zweite mit einem vollständigen Wörterbuche vermehrte Auflage, Breslau 1816. (ub.uni-frankfurt.de)
- Tausend und Eine Nacht. Arabische Erzählungen. Zum ersten Mal aus einer Tunesischen Handschrift ergänzt und vollständig übersetzt, Breslau 1825.
- Minnesinger. Deutsche Liederdichter des zwölften, dreizehnten und vierzehnten Jahrhunderts, aus allen bekannten Handschriften und früheren Drucken … Band 1–4, Leipzig 1838; Band 5, Berlin 1856 (Theil1 – Internet Archive, 2. Theil – Internet Archive, 3. Theil – Internet Archive, 4. Theil – Internet Archive, 5. Theil – Internet Archive).
- Das Gedicht von der Rose. Aus dem Altfranzösischen des Guillaume de Lorris übersetzt von Heinrich Fährmann. Mit einem Vorwort eingeführt von Friedrich Heinrich von der Hagen. Vereins-Buchhandlung Berlin 1839 (online – Internet Archive)
- Gesammtabenteuer. Hundert altdeutsche Erzählungen…, Band 1–3, Stuttgart/Tübingen 1850 (Digitalisat Band 1, Band 2, Band 3).
- Heldenbuch. Altdeutsche Heldenlieder aus den Sagenkreisen Dietrichs von Bern und der Nibelungen, Band 1–2, Leipzig 1855 (Digitalisat Band 1, Band 2).